# Lauren Graham
Lauren Graham (* 16. března 1967 Honolulu) je americká herečka a spisovatelka, která vešla do povědomí lidí hlavně díky rolím Lorelai Gilmore v televizním seriálu Gilmorova děvčata a Sarah Braverman v televizním seriálu Famílie.

## Dětství
Narodila se v Honolulu na Havaji. Je irského původu. Bylo jí pět, když se její rodiče rozvedli. Její matka Donna Grant se odstěhovala do Londýna a připojila se k rock and rollové kapele. Její otec Lawrence se přestěhoval do Washingtonu a stal se právníkem. Díky jeho zaměstnání Lauren často cestovala. V současné době je její otec lobbista pro cukrový průmysl.
Herectví pro sebe objevila na základní škole a svůj um zdokonalovala na střední škole Langley High School ve Fairfax County, kde hrála v několika divadelních představeních, například v Hello, Dolly!. V roce 1988 promovala na Barnard College na Kolumbijské univerzitě v New Yorku, kde studovala angličtinu. Poté studovala herectví na Southern Methodist University v Texasu, kde promovala v roce 1992.

## Kariéra

### Herectví
Po dokončení vzdělání se vrátila do New Yorku a pracovala jako servírka, ale snažila se i v oblasti herectví. V roce 1995 se přestěhovala do Hollywoodu. Tam získala možnost účinkovat v hlavním vysílacím čase, a to v seriálu Townies. Poté získala roli v dalším seriálu Gilmorova děvčata, kde hrála do roku 2007 hlavní roli matky Lorelai Gilmore. Za roli získala nominaci na Zlatý glóbus v kategorii nejlepší ženský herecký výkon v seriálu (drama). Stala se rovněž producentkou seriálu.
Hrála i v několika filmech, například Santa je úchyl!, Ochránce, Vdáš se a basta!, Boj o patent, O smyslu života, Vyletět z hnízda a další, ale žádná role ji neproslavila tak jako role svérázné Lorelai.
V roce 2009 se jí splnil dlouholetý sen, neboť si zahrála na Broadwayi v muzikálu Guys and Dolls, kde ztvárnila postavu Adelaide.
V roce 2009 nahradila Mauru Tienrey v televizním seriálu Famílie v roli svobodné matky Sarah Bravement. Seriál měl premiéru na stanici NBC následující rok a později získal druhou sérii.
V červnu 2010 si měla zahrát ve filmu Vřískot 4, ale od projektu odpustila. Jako host se objevila v první epizodě 10. série reality-show Heidi Klum: Svět modelingu.

### Psaní
Její kniha Jednoho dne, možná... vyšla 30. dubna 2013. V květnu 2013 se dostala do žebříčku bestsellerů magazínu The New York Times. Podepsala smlouvu s Warner Bros. Television a produkční společností Ellen DeGeneresové A Very Good Production na seriálovou adaptaci knihy. Scénář napíše pro stanici CW.
V roce 2016 jí vyšla její druhá kniha s názvem Rychleji mluvit nedokážu – Od Gilmorových děvčat ke Gilmorovým děvčatům (a všechno mezi tím). V roce 2018 vydala třetí knihu, In Conclusion, Don't Worry About It.
V roce 2023 jí vyšla její další kniha s názvem Už jsem ti to říkala?, která v témže roce vyšla v Česku i jako audiokniha namluvená českou dabérkou Lauren Graham – Simonou Postlerovou, jejíž hlas je neodmyslitelně spjatý s postavou Lorelai z Gilmorových děvčat i s herečkou samotnou.

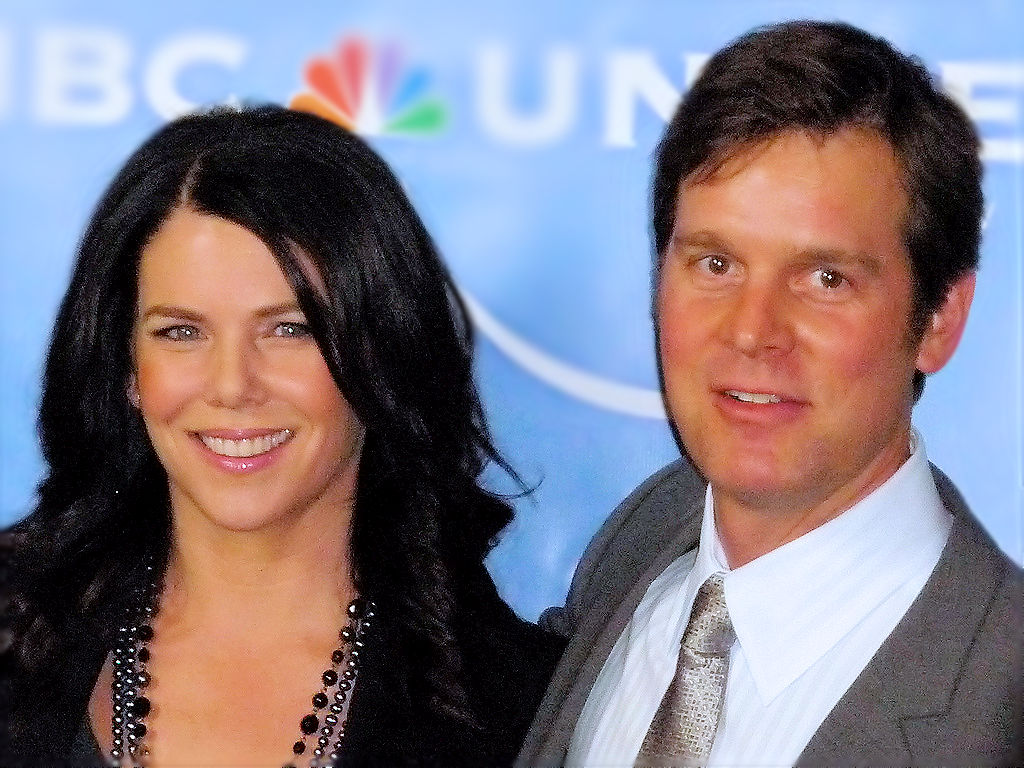
Graham a Krause v únoru roku 2008

## Osobní život
V roce 2002 chodila s Matthew Perrym. Od roku 2010 byl jejím manželem herec ze seriálu Famílie Peter Krause. Vlastní byt na Manhattanu a dům v Los Angeles. Rozešli se v roce 2021, což oznámili následující rok.

## Filmografie

### Film
| Rok  | Název                                     | Role                      | Poznámka            |
| ---- | ----------------------------------------- | ------------------------- | ------------------- |
| 1997 | Hlídač mrtvých                            | Marie                     |                     |
| 1998 | Confessions of a Sexist Pig               | Tracy                     |                     |
| 1998 | Jediná správná věc                        | Jules                     |                     |
| 1999 | Dill Scallion                             | Kristie Sue               |                     |
| 2001 | Listopadová romance                       | Angelica                  |                     |
| 2002 | Pomoc!!! Já mám rande                     | žena na párty             |                     |
| 2003 | Santa je úchyl!                           | Sue                       |                     |
| 2004 | Seeing Other People                       | Claire                    |                     |
| 2005 | The Life Coach                            | Dr. Sue Pegasus           |                     |
| 2005 | Šťastná třináctka                         | Angela                    |                     |
| 2005 | The Moguls                                | Peggy                     |                     |
| 2005 | Dudlíkátor                                | ředitelka Claire Fletcher |                     |
| 2005 | Gnome                                     | Amanda                    | krátkometrážní film |
| 2007 | Vdáš se, a basta!                         | Dr. Maggie Wilder-Decker  |                     |
| 2007 | Božský Evan                               | Joan Baxter               |                     |
| 2008 | Boj o patent                              | Phyllis Kearns            |                     |
| 2008 | Vyletět z hnízda                          | Betty Tanager             |                     |
| 2009 | O smyslu života                           | Elizabeth                 |                     |
| 2009 | Zataženo, občas trakaře                   | Fran Lockwood (dabing)    |                     |
| 2010 | Něco jako komedie                         | Lynn                      |                     |
| 2014 | Letos Vánoce nebudou                      | Luann Mitchler            |                     |
| 2015 | Hrdina Max                                | Pamela Wincott            |                     |
| 2016 | Joshy                                     | Katee                     |                     |
| 2016 | Middle School: The Wrost Years of My Life | Samu sebe                 |                     |

### Televize
| Rok       | Název                              | Role                        | Poznámka |
| --------- | ---------------------------------- | --------------------------- | --- |
| 1995–1996 | Caroline in the City               | Shelly                      | 5 dílů |
| 1996      | Good Company                       | Liz Gibson                  | hlavní role, 6 dílů |
| 1996      | My z přístavu                      | Denise Garibaldi Callahan   | hlavní role, 15 dílů |
| 1996      | 3rd Rock from the Sun              | Laurie Harris               | díl: „Dick's First Birthday“ |
| 1997      | Právo a pořádek                    | Lisa Lundquist              | 3 díly |
| 1997      | Show Jerryho Seinfelda             | Valerie                     | díl: „The Millennium“ |
| 1997      | NewsRadio                          | Andrea                      | 4 díly |
| 1998      | Conrad Bloom                       | Molly Davenport             | hlavní role, 15 dílů |
| 2000      | M.Y.O.B.                           | Opal Marie Brown            | 4 díly |
| 2000–2007 | Gilmorova děvčata                  | Lorelai Gilmore             | hlavní role, 153 dílů, také producentka (7. řada) Teen Choice Awards v kategorii nejlepší rodič v televizi (2005, 06) Nominace – Cena Sdružení filmových a televizních herců v kategorii nejlepší herečka v dramatickém seriálu (2001,2002) Nominace – Zlatý glóbus v kategorii nejlepší ženský herecký výkon v seriálu (drama) (2002) Nominace – Satellite Award v kategorii nejlepší ženský herecký výkon v seriálu (drama) (2002) Nominace – Satellite Award v kategorii nejlepší ženský herecký výkon v seriálu (komedie nebo muzikál) (2003, 04, 05) Nominace – Television Critics Association Award v kategorii nejlepší individuální úspěch v dramatu (2002) Nominace – Television Critics Association Award v kategorii nejlepší individuální úspěch v komedii (2006) Nominace – People's Choice Award v kategorii nejlepší televizní hvězda (žena) (2005) |
| 2001      | Osudu neutečeš                     | Jessy James                 | televizní film |
| 2002      | Griffinovi                         | Matka Maggie (hlas)         | díl: „Road to Europe“ |
| 2006      | Studio 60 on the Sunset Strip      | Moderátorka                 | 2 díly (nekreditována) |
| 2009      | The Bridget Show                   | Bridget O'Shea              | neprodaný televizní pilot |
| 2010–2015 | Famílie                            | Sarah Braverman             | hlavní role, 101 dílů Nominace – Teen Choice Awards v kategorii nejlepší rodič v televizi (2010) Nominace – Prism Award v kategorii nejlepší vystoupení v dramatickém díle (2013) |
| 2011      | Late Late Show with Craig Ferguson | Geoff Peterson (hlas)       | díl: „8.62“ |
| 2012      | Go On                              | Amy                         | díl: „Dinner Takes All“ |
| 2012      | Heidi Klum: Svět modelingu         | Sama sebe/Hostující porotce | díl: „A Times Square Anniversay Party“ |
| 2014      | Terapie online                     | Gracie Tiverton             | 2 díly |
| 2015      | The Late Late Show                 | Host                        | |
| 2015      | The Odd Couple                     | Gaby Madison                | díl: „The Audit Couple“ |
| 2015      | Repeat After Me                    | Samu sebe                   | díl 1.7 |
| 2016      | Gilmorova děvčata: Rok v životě    | Lorelai Gilmore             | hlavní role, 4 díly |
| 2017      | Larry, kroť se                     | Bridget                     | 3 díly |
| 2017–2019 | Vampirina                          | Oxana Hautley (hlas)        | 20 dílů |
| 2018      | The Peter Austin Noto Show         | Santův pomocník č. 8        | díl: „Santas Helpers“ |
| 2020      | Zoey's Extraordinary Playlist      | Joan                        | hlavní role |

## Knihy
- 2013: Someday, Someday, Maybe, vydalo americké nakladatelství Ballantine Books
  - v češtině kniha vyšla v roce 2014 pod názvem Jednoho dne, možná... v překladu Olgy Neumannové, vydalo nakladatelství XYZ
- 2016: Talking as Fast as I Can: from Gilmore Girls to Gilmore Girls (and Everything in Between), vydalo americké nakladatelství Little, Brown and Company
  - v češtině kniha vyšla v roce 2017 pod názvem Rychleji mluvit nedokážu – Od Gilmorových děvčat ke Gilmorovým děvčatům (a všechno mezi tím) v překladu Noemi Mottlové, vydalo nakladatelství Omega
- 2018: In Conclusion, Don't Worry About It, vydalo americké nakladatelství Little, Brown and Company